# Sunset (Teksas)
Sunset – jednostka osadnicza w Stanach Zjednoczonych, w stanie Teksas, w hrabstwie Montague.